# NGC 5970
NGC 5970 este o galaxie spirală situată în constelația Șarpele. A fost descoperită în 1784 de către William Herschel. Se află la o distanță de 28,44 de megaparseci de Pământ.